# Al-Mahdi al-Masudi
Al-Mahdi al-Masudi (ur. 12 grudnia 1990) – marokański zapaśnik walczący w stylu klasycznym. Olimpijczyk z Rio de Janeiro 2016, gdzie zajął siedemnaste miejsce w kategorii 59 kg.
Zajął 34. miejsce na mistrzostwach świata w 2015. Brązowy medalista mistrzostw Afryki w 2015. Mistrz arabski w 2015. Dziewiąty na igrzyskach śródziemnomorskich w 2013 roku.